# Pseudostenopsyche gracilis
Pseudostenopsyche gracilis är en nattsländeart som först beskrevs av Schmid 1964.  Pseudostenopsyche gracilis ingår i släktet Pseudostenopsyche och familjen Stenopsychidae. Inga underarter finns listade i Catalogue of Life.